# 第二次霍姆斯戰役
34°43′23″N 36°42′52″E / 34.723185°N 36.714462°E
第二次霍姆斯戰役，是1281年10月29日伊兒汗國與埃及馬木留克王朝在叙利亞西部的戰役。這戰役也是阿八哈汗試圖從馬木留克王朝奪走叙利亞的戰鬥。
馬木留克王朝在1260年阿音札魯特戰役和1277年埃布斯坦戰役勝利後，阿八哈派他的兄弟蒙哥·帖木兒率領一支由50,000蒙古人和30000亞美尼亞人和格魯吉亞人組成的軍隊前往叙利亞。
兩軍相遇於霍姆斯，格魯吉亞，亞美尼亞和厄魯特聯軍由亞美尼亞國王利奧二世和蒙古將軍指揮。他們攻擊馬木留克的左翼，但由蘇丹嘉拉溫率領的馬木留克直插聯軍的中軍，蒙哥·帖木兒負傷而逃，聯軍陷入混亂，但嘉拉溫也沒再追擊，聯軍撤退。
在阿八哈死後，他的繼承者貼古迭兒改變了他的政策，皈依伊斯蘭教並假裝和馬木留克王朝結盟。

## 另見
- 第一次霍姆斯戰役

## 註腳
1. ↑  Amitai-Preiss 1995，第194頁.
2. ↑  Waterson 2007，第178頁.
3. ↑  Waterson 2007，第179頁.
4. ↑  Amitai-Preiss 1995，第192頁.
5. ↑  Amitai-Preiss 1995，第188頁.